# جيفري آرتشر

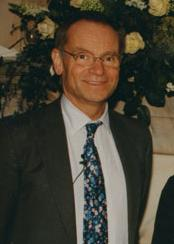
جيفري آرتشر

جيفري هاورد آرتشر (بالإنجليزية: Jeffrey Howard Archer) (مواليد 45 آبريل، 1940) روائي إنكليزي، وسياسي سابق، ومُدان بتهمة شهادة الزور ونبيل المملكة.
كان آرتشر عضوًا في البرلمان (1969-1974) قبل أن يصبح كاتبًا، لكنه لم يسعى كي يُعاد انتخابه بعد فضيحة مالية تركته شبه مفلس. استعاد ثروته عندما أصبح من أفضل الروائيين مبيعًا؛ وبيع من كتبه ما يقارب 330 مليون نسخة حول العالم.
أصبح آرتشر نائب رئيس حزب المحافظين في الفترة بين (1985-1986)، وذلك قبل أن يستقبل بعد أن اتهمته صحيفة بدفع المال لبائعة هوى. في عام 1987، ربح دعوى قضائية في المحكمة ومُنح تعويضًا كبيرًا بسبب هذه الادعاءات. وقد أصبح لوردًا لا يورث لقبه لأولاده في عام 1992 وبالتالي مرشحًا عن حزب المحافظين ليكون أول عمدة منتخب في لندن. اضطر إلى الاستقالة من ترشيحه في عام 1999 بعد أن تبين أنه كان قد كذب في قضية التشهير التي رُفعت ضده عام 1987. سُجن في الفترة بين (2001-2003) بتهمة شهادة الزور ومنع العدالة من أن تأخذ مجراها، لتنتهي بذلك مسيرته السياسية الانتخابية.

## النشأة وتعليمه
وُلد جيفري هاورد آرتشر في مستشفى مدينة لندن للتوليد في فينسبيري وسُجل تاريخ ولادته في الربع الأول من شهر يونيو عام 1940. كان عمره أسبوعين عندما انتقلت عائلته إلى سومرسيت، واستقروا في النهاية في بلدة ويستون سوبر مير التي تقع بجانب البحر، حيث قضى آرتشر معظم حياته المبكرة. عندما وُلد جيفري آرتشر كان عمر والده ويليام 64 عامًا (توفي عام 1956). أخبر آرتشر الصحافة روايات متضاربة عن مهنة والده العسكرية المفترضة، وغير الموجودة. كان ويليام آرتشر في الواقع رجلًا متزوجًا من امرأتين ومحتالًا ومخادعًا، انتحل شخصية شخص آخر اسمه ويليام آرتشر وحائز على ميدالية حرب ومتوفي. كان يعمل في أوقات مختلفة بائع علكة في نيويورك وسمسار رهن عقاري في لندن. اتهم في عمله الأخير في أولد بيلي بسلسلة من جرائم الاحتيال. بعد السماح بخروجه بكفالة، هرب إلى أمريكا تحت اسم ويليام غريموود. حلم آرتشر عندما كان صغيرًا بأن يكون قائد نادي بريستول لكرة القدم، وما يزال من مشجعي النادي.

### مدرسة ويلينغتون
في عام 1951، حصل آرتشر على منحة دراسية إلى مدرسة ويلينغتون في سومرسيت، وليس إلى كلية ويلينغتون المعتبرة في بيركشير، مثلما كان يميل إلى الادعاء لاحقًا. في ذلك الوقت، كانت والدته لولا تعمل صحفية في جريدة ويستون المحلية التي تحمل اسم ويستون ميركري. كانت تكتب عمودًا اسبوعيًا بعنوان «حول كؤوس الشاي»، وكتبت بشكل متكرر عن جيفري، وكانت تسميه «توبنس». على الرغم من أن آرتشر كان يستمتع بالشهرة المحلية التي حصل عليها بسبب ذلك، لكنها جعلته ضحية للتنمر عندما كان في مدرسة ويلينغتون.
ترك آرتشر المدرسة حاصلًا على المستوى (أو-O) في الأدب الإنجليزي، والفنون والتاريخ. أمضى عدة سنوات بعدها يعمل في أعمال متنوعة، بما في ذلك التدريب مع الجيش وعمل فترةً قصيرة أيضًا مع شرطة ميتروبوليتان. عمل لاحقًا مدرسًا للتربية البدنية، في البداية في مدرسة فيكار هيل، وهي مدرسة إعدادية في هامبشر، وعمل لاحقًا في كلية دوفر في كينت.

## مشواره مع الروايات
أول روايتين من جيفري لم تحقق النجاح الكبير، ومع الرواية الثالثة، والتي غيرت فيها تاريخ جيفري. كانت الرواية باسم كين وأبيل عام 1979 وهذه الرواية كانت من أعلى الروايات مبيعًا حسب جريدة النيويورك تايمز. يمتلك أكثر من 30 رواية.

## روابط خارجية
- جيفري آرتشر على موقع IMDb (الإنجليزية)
- جيفري آرتشر على موقع مونزينجر (الألمانية)
- جيفري آرتشر على موقع ميوزك برينز (الإنجليزية)
- جيفري آرتشر على موقع قاعدة بيانات برودواي على الإنترنت (الإنجليزية)
- جيفري آرتشر على موقع إن إن دي بي (الإنجليزية)
- جيفري آرتشر على موقع قاعدة بيانات الفيلم (الإنجليزية)